# Championnat du Sri Lanka de football 2018-2019
Navigation
Saison précédente Saison suivante
La saison 2018-2019 du Championnat du Sri Lanka de football est la trente-quatrième édition du championnat national de première division au Sri Lanka. Les dix-huit clubs engagés sont regroupés au sein d'une poule unique où ils s'affrontent une fois. En fin de saison, les trois derniers du classement sont relégués et remplacés par les trois meilleures formations de deuxième division.
C'est le Defenders Football Club (ex-Army SC) qui remporte la compétition, après avoir terminé en tête du classement final, avec deux points d'avance sur un duo composé du triple tenant du titre, Colombo Football Club et de Blue Star Sport Club. C'est le second titre de champion du Sri Lanka de l'histoire du club.

## Les clubs participants
- Saunders Sports Club
- Renown Sports Club
- Air Force Sports Club
- Navy Sea Hawks FC[1]
- Defenders Football Club[2]
- Ratnam Sports Club - Promu de Premier League
- Java Lane SC
- New Youngs SC
- Blue Star Sport Club
- Negombo Youth Sports Club
- Upcountry Lions
- Solid Sports Club
- Matara City SC
- Crystal Palace SC
- Super Sun SC
- Colombo Football Club
- Red Stars SC - Promu de Premier League
- Pelicans SC

## Compétition

### Classement
Le classement est établi sur le barème de points classique (victoire à 3 points, match nul à 1, défaite à 0).
| Rang | Équipe                    | Pts | J  | G  | N | P  | Bp | Bc | Diff |
| ---- | ------------------------- | --- | -- | -- | - | -- | -- | -- | ---- |
| 1    | Defenders Football ClubC  | 34  | 16 | 10 | 4 | 2  | 35 | 25 | +10  |
| 2    | Colombo Football ClubT    | 32  | 16 | 9  | 5 | 2  | 40 | 20 | +20  |
| 3    | Blue Star Sport Club      | 32  | 16 | 10 | 2 | 4  | 23 | 16 | +7   |
| 4    | Navy Sea Hawks FC         | 30  | 16 | 9  | 3 | 4  | 30 | 19 | +11  |
| 5    | Renown Sports Club        | 27  | 16 | 8  | 3 | 5  | 29 | 20 | +9   |
| 6    | Ratnam Sports ClubP       | 27  | 16 | 8  | 3 | 5  | 23 | 19 | +4   |
| 7    | Upcountry Lions           | 24  | 16 | 8  | 0 | 8  | 30 | 22 | +8   |
| 8    | Red Stars SCP             | 23  | 16 | 6  | 5 | 5  | 31 | 21 | +10  |
| 9    | Matara City SC            | 23  | 16 | 6  | 5 | 5  | 25 | 24 | +1   |
| 10   | Air Force Sports Club     | 23  | 16 | 6  | 5 | 5  | 18 | 20 | -2   |
| 11   | Solid Sports Club         | 18  | 16 | 5  | 3 | 8  | 36 | 34 | +2   |
| 12   | New Youngs SC             | 17  | 16 | 5  | 2 | 9  | 22 | 25 | -3   |
| 13   | Java Lane SC              | 17  | 16 | 4  | 5 | 7  | 24 | 32 | -8   |
| 14   | Pelicans SC               | 17  | 16 | 4  | 5 | 7  | 19 | 30 | -11  |
| 15   | Saunders Sports Club      | 14  | 16 | 4  | 2 | 10 | 22 | 35 | -13  |
| 16   | Crystal Palace SC         | 13  | 16 | 3  | 4 | 9  | 14 | 31 | -17  |
| 17   | Negombo Youth Sports Club | 7   | 16 | 1  | 4 | 11 | 18 | 46 | -28  |
| 18   | Super Sun SC exclu        |     |    |    |   |    |    |    |      |

|  | Qualification pour la Coupe de l'AFC 2020                                                   |
|  | Relégation en deuxième division                                                             |
|  | Exclusion du championnat                                                                    |
|  | T : Tenant du titre C : Vainqueur de la Coupe du Sri Lanka 2018 P : Promu de Premier League |

## Bilan de la saison
| Championnat du Sri Lanka de football 2018-2019 |                                    |
| Champion                                       | Defenders Football Club (2e titre) |
| Coupes et trophées                             |                                    |
| Vainqueur de la Coupe du Sri Lanka 2018-2019   | Defenders Football Club            |
| Qualifications continentales                   |                                    |
| Ligue des champions de l'AFC 2020              | Aucun                              |
| Coupe de l'AFC 2020                            | Defenders Football Club            |
| Promotions et relégations                      |                                    |
| Promus en Bristol League                       | Inconnu                            |
| Relégués en Premier League                     | Crystal Palace SC                  |
| Relégués en Premier League                     | Negombo Youth Sports Club          |
| Relégués en Premier League                     | Super Sun SC                       |